# Contea di Lake (Indiana)

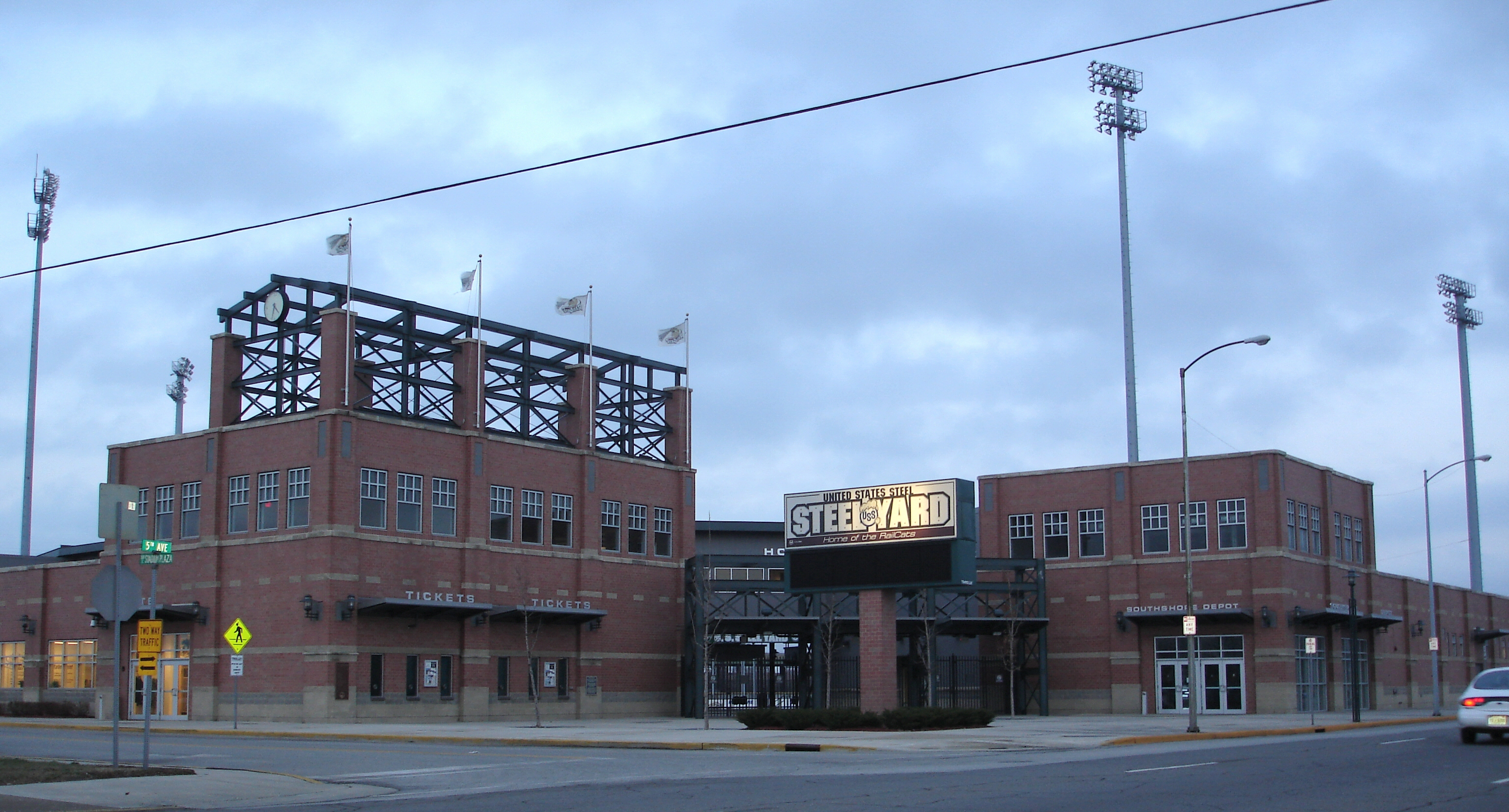
Stadio di baseball dell'impianto siderurgico della U.S. Steel a Gary

Lake  è una contea dell'area nord-occidentale dello Stato dell'Indiana negli Stati Uniti. La contea fa parte dell'area metropolitana di Chicago.

## Geografia fisica
La contea è bagnata a nord dal lago Michigan, ad est confina con la contea di Porter, a sud-est con la contea di Jasper, a sud con la contea di Newton ed a ovest confina con le contee di Kankakee, Will e di Cook dell'Illinois.
Il territorio è prevalentemente pianeggiante. Il confine meridionale è segnato dal fiume Kankakee un affluente del fiume Illinois.

### Contee confinanti
- Contea di Cook - ovest e nord (come il Lago Michigan)
- Contea di Porter - est
- Contea di Jasper - sud-est
- Contea di Newton -sud
- Contea di Kankakee - sud-ovest
- Contea di Will - ovest

## Storia
La contea fu istituita nel 1837.
La città più grande della contea è Gary che venne fondata nel 1906 dal colosso siderurgico United States Steel Corporation come sede del suo nuovo stabilimento siderurgico e ricevette il nome del presidente della U.S. Steel.

## Città
| - Cedar Lake - Crown Point - Dyer - East Chicago - Gary - Griffith - Hammond - Highland - Hobart - Lake Dalecarlia - Lake Station - Lakes of the Four Seasons - Lowell - Merrillville - Munster - New Chicago - Schererville - Schneider - St. John - Whiting - Winfield |

## Strade principali
- Interstate 65
- Interstate 80
- Interstate 90
- Interstate 94
- U.S. Route 6
- U.S. Route 12
- U.S. Route 20
- U.S. Route 30
- U.S. Route 41
- U.S. Route 231
- Indiana State Road 2
- Indiana State Road 53
- Indiana State Road 55